# Taxodium mucronatum

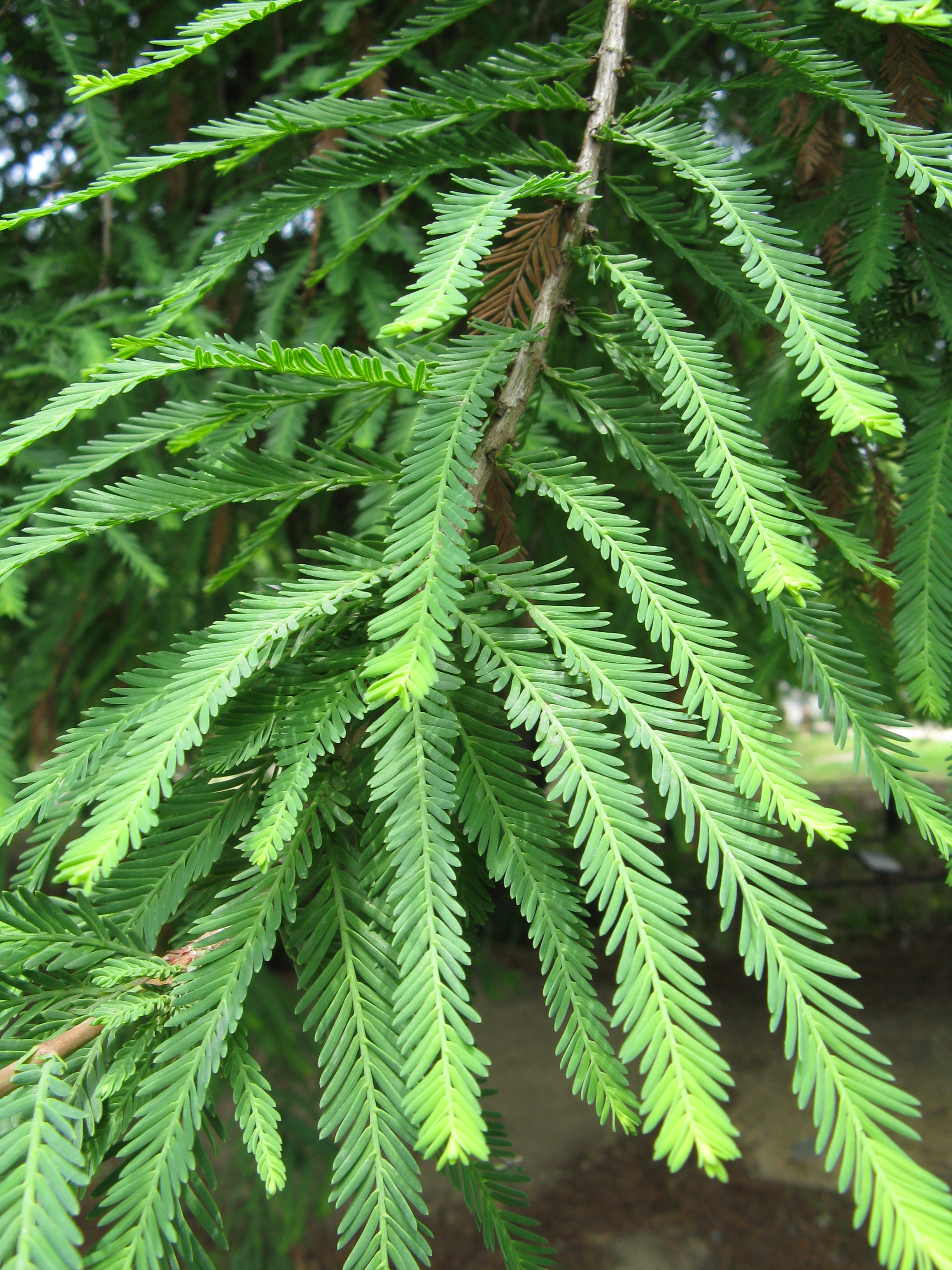
Folhas.

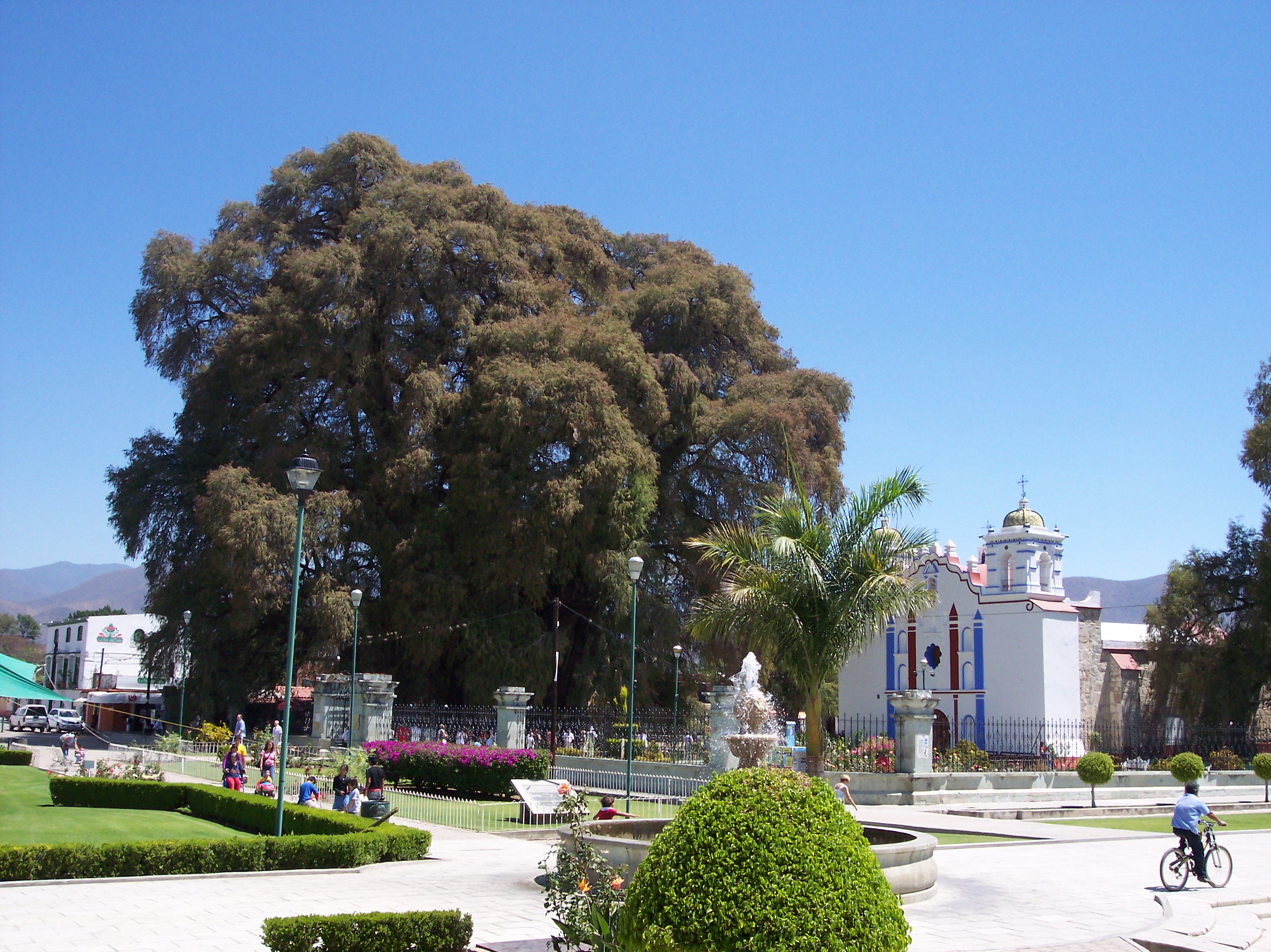
"El Árbol del Tule", em Santa María del Tule, Oaxaca, México.

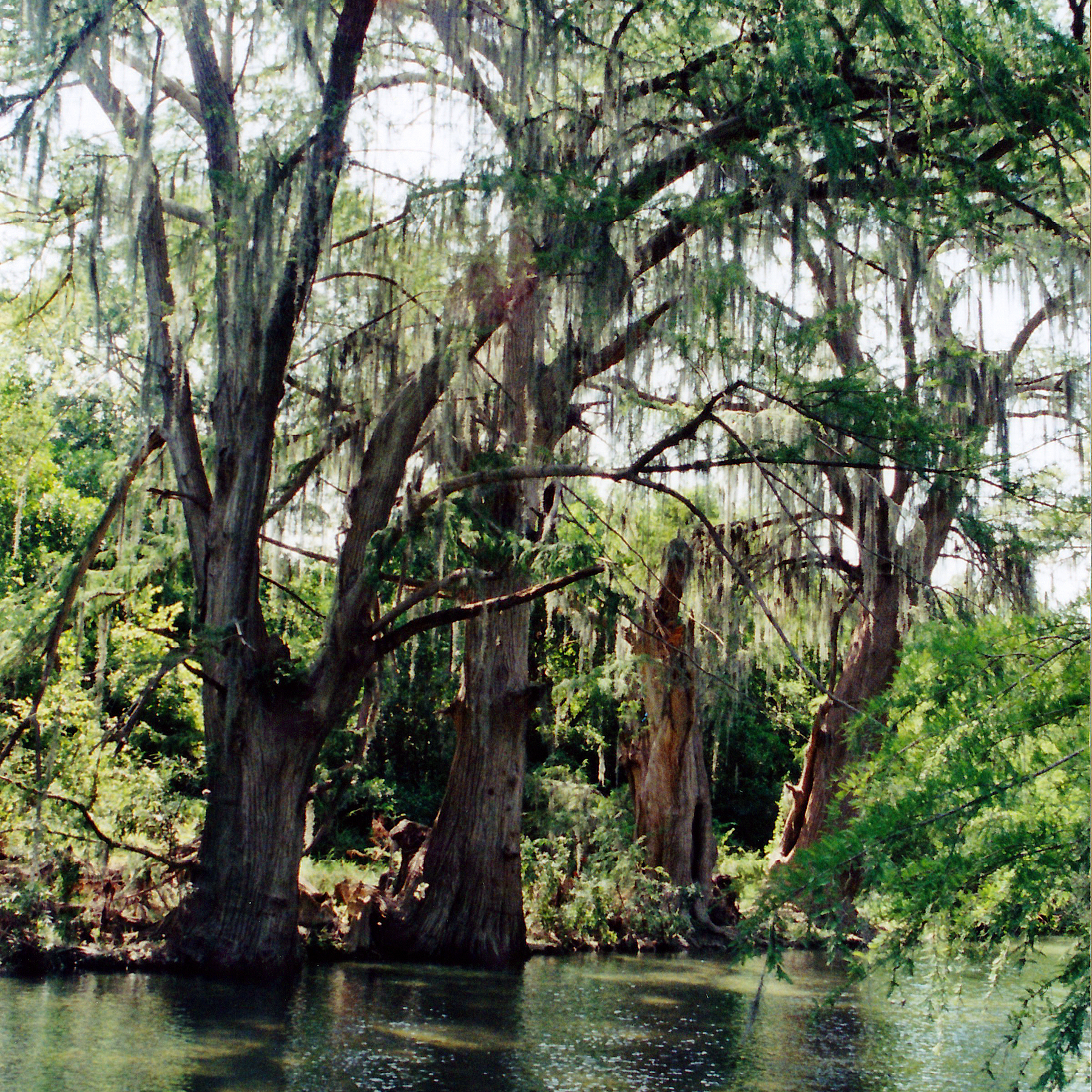
Taxodium mucronatum (Rio Pilón, próximo de Villagrán, Tamaulipas, México).

Taxodium mucronatum Ten. 1853 é uma espécie de conífera arbórea pertencente à família das Cupressaceae, nativa do México, mas também presente em zonas muito localizadas do sul do Texas e noroeste da Guatemala. É considerada a árvore nacional do México. A espécie encontra-se em bom estado de conservação.

## Descrição
Dado o seu significado cultural, a espécie Taxodium mucronatum é conhecida por múltiplos nomes comuns, entre os quais cipreste-calvo-de- montezuma, cipreste-montezuma. ou ahuehuete, Esta espécie de Taxodium é nativa do México e da Guatemala, onde as populações locais desde tempos imemoriais a consideram como árvores referenciais. O nome ahuehuete, o mais comum na região, deriva do nome na língua nahuatl para estas árvores, āhuēhuētl, que pode ser grosseiramente traduzido por "tambor vertical na água" ou "velho homem da água".
A espécie produz grandes árvores (mesofanerófitos a megafanerófitos) perenifólias ou semi-perenifólias, crescendo até aos 40 m de altura e com um troncos com 1–3 m de diâmetro (ocasionalmente muito mais, como no caso da famosa «árvore de Tule» (a «Árbol del Tule»). As árvores das montanhas mexicanas alcançam uma robustez notável. Ao contrário de Taxodium distichum e Taxodium ascendens, este cipreste Taxodium mucronatum raramente produz joelho de cipreste nas suas raízes.
As folhas são dispostas em filotaxia espiral, mas rodadas na base por forma a ficarem em duas fileiras horizontais, com 1–2 cm de comprimento e 1–2 mm de largura. Os cones são ovóides, com 1,5-2,5 cm de comprimento e 1–2 cm de comprimento.
Um espécime, conhecido por Árbol del Tule em Santa María del Tule, Oaxaca, México, é consideraa como umas árvores com tronco mais grosso de todo o mundo, com um diâmetro 11,42 m medido à altura do peito. São conhecidos vários outros espécimes com tronco com diâmetros de 3 a 6 m.

## Distribuição e habitat
O habitat preferido de Taxodium mucronatum é primariamente as zonas ripárias, crescendo ao longo das margens dos rios., especialmente nas regiões de planalto, mas também ocorre próximo de nascentes e pântanos. Ocorre dos 300 aos 2500 m de altitude no México, principalmente nas terras altas entre os 1600 e os 2300 m de altitude. A espécie é muito tolerante à seca e de crescimento rápido, preferindo contudo climas que são chuvosos durante todo o ano ou pelo menos com chuvas intensas no verão.
Taxodium mucronatum é nativo de grande parte do México, desde a região central para sul até às terras altas do sul do México. Nos EStados Unidos apresenta distribuição disjunta, com populações no Vale do Rio Grande no extremo sul do Texas, outras no sul do Novo México, perto de Las Cruces. Na Guatemala, a espécie está restrita ao Departamento de Huehuetenango.

## Etnobotânica
A espécie foi escolhida como árvore representativa do México em 1910. Em 1921, para comemorar o centenário da independência mexicana, foi selecionada como árvore nacional por seu esplendor, beleza, longevidade, dimensões colossais e tradição. Desde os tempos pré-hispânicos, esta árvore foi atribuída qualidades sagradas e fez parte das lendas e da história de lugares de diferentes línguas hahuehuetl.
A árvore é sagrada para os povos nativos do México e consta do mito da criação tradicional da cultura zapoteca. Para os aztecas, a sombra combinada de um āhuēhuētl e um pōchōtl (Ceiba pentandra) representava metaforicamente a autoridade de um governante. De acordo com a lenda, Hernán Cortés chorou sob um ahuehuete em Popotla após sofrer derrota durante a batalha de La Noche Triste.
Esta espécie é mencionada no conto Rivers, publicado em 2015 pelo escritor John Keene, no qual reinventa a história das Aventuras de Huckleberry Finn de Mark Twain.
Estas árvores têm sido usados como ornamentais desde os tempos pré-colombianos. Os aztecas plantaram āhuēhuētl ao longo dos caminhos processionais nos jardins de Chapultepec por causa de sua associação com a figura do governante. ilhas artificiais, chamadas chinampas, foram construídas nos lagos pouco profundos do Vale do México adicionando solo a áreas retangulares cercadas por árvores como os āhuēhuētl, embora maioria da literatura mencione apenas salgueiros para a formação destas estruturas. Estas árvores também eram usadas para ladear os canais da região antes da conquista espanhola.
Estas árvores são frequentemente cultivados em parques e jardins mexicanos. A madeira é usada para fazer vigas de edifícios e móveis. Os astecas usavam a resina destas árvores para tratar a gota, a úlcera péptica, algumas doenças de pele, feridas e dores de dentes. Uma decocção feita a partir da casca foi usada como diurético e emenagogo. Um breu derivado da madeira desta árvore foi usado como cura para a bronquite. As folhas actuam como relaxante e podem ajudar a reduzir a coceira.
John Naka, um mestre bonsai de renome mundial, doou o seu primeiro bonsai, um cipreste desta espácie, para o Museu Nacional de Bonsai e Penjing dos Estados Unidos. Um alameda destas árvores está localizada no pátio principal do Getty Center Art Museum, instalada em 1995.

### Híbridos
Conhecem-se pelo menos os seguintes híbridos cultivados:
- Taxodium × ‘LaNana’ (T. distichum × T. mucronatum)[24]
- Taxodium 'Zhongshansa' (T. distichum × T. mucronatum)[25]